# 千野光茂
千野 光茂（ちの みつしげ、1888年 - 1957年）は、日本の遺伝学者。

## 経歴
長野県諏訪市出身。長野県立諏訪中学校（現長野県諏訪清陵高等学校）卒業。女学校などでの教鞭の傍ら、遺伝学研究に没頭した。その実績が認められ、京都帝国大学に招かれ、京都帝国大学理学部助教授を務める。1940年日本遺伝学会賞受賞。
戦後、母校である旧制諏訪中学が新制諏訪清陵高校になるのに伴い、郷土出身の著名な学者を呼ぼうということになり、初代校長（旧制諏訪中学を含め第13代校長）を務めた。校長当時、生徒だった人物に、1996年に第5回相澤忠洋賞を受賞した考古学者武居幸重がいる。1937年京都帝国大学理学博士。論文の題は「黒猩々蝿の遺傳學的研究 」。

## 著書
- 『猩々蝿の遺傳と實験法』 	 吉川秀男共著 養賢堂
- 『猩々蝿の飼育法と遺傳實験』